# Paula Morales
Paula Morales (Montevideo, 15 giugno 1982) è un'attrice e modella uruguaiana naturalizzata argentina.

## Biografia
Paula Morales nasce il 15 giugno 1982 a Montevideo, Uruguay, ma quando aveva solo nove mesi si è trasferita a Buenos Aires, Argentina, con la sua famiglia. È figlia del noto giornalista e scrittore Víctor Hugo Morales.

### Carriera
Ha condotto vari programmi televisivi tra cui la versione argentina di Wild - Oltrenatura, dal titolo Wild Outdoor Adventures; oltre a condurre programmi come Jugadas, 100% Mundial e Tendencia. La sua prima apparizione televisiva è stata nella telenovela Chiquititas, nel 2003, poi continua con ruoli più importanti in Los Roldán, nel ruolo di Jacinta, oltre ad altri. Altre apparizione le ha fatte in Casados con Hijos, Flor - Speciale come te, Numeral 15, Un cortado, e alcune apparizione nel 2007 in Showmatch. È stata protagonista del cortometraggio Insanity e  Combinaciones, pensamientos.
È comparsa anche in alcune pubblicità per marchi come Falabella, Samsung, oltre a pubblicità come Cya, Budweiser, Cerveza Cristal, Quilmes, Slim, Alto Palermo. Nel 2009 ha partecipato alla telenovela Niní, interpretando Celina Martínez Paz. Ha interpretato il personaggio di Marisa nell'opera teatrale La piedad y los animales. Nel 2014 Interpreta Julieta Paz, recepcionista, sorella del personaggio della protagonista femminile nella telenovela Una famiglia quasi perfetta, che ha come protagonisti Gustavo Bermúdez e Ana María Orozco.

### Vita privata
Dal 2005 al 2009 ha avuto una relazione con il musicista Martin Lembo, da cui ha un figlio, Benicio, nato il 24 ottobre 2006. Dal 2010 al 2012 ha avuto una relazione con l'attore Juan Manuel Guilera. Dal 2014 ha una relazione con l'attore Fabián Vena, da cui l'8 gennaio 2015 è nato loro figlio, Valentino.

## Filmografia

### Cinema
- Paco, regia di Diego Rafecas (2010)
- Güelcom, regia di Yago Blanco (2011)
- Amor a mares, regia di Ezequiel Crupnicoff (2012)

### Televisione
- Los Roldán – serial TV (2004-2005)
- Flor - Speciale come te (Floricienta) – serial TV (2005)
- Casados con Hijos – serie TV (2005)
- Aquí no hay quien viva – serie TV (2008)
- Don Juan y su bella dama – serial TV (2008-2009)
- Niní – serial TV (2009-2010)
- Malparida – serial TV (2010)
- Alguien que me quiera – serial TV (2010)
- Herederos de una venganza – serial TV (2011)
- Graduados – serial TV (2012)
- Concubinos – serial TV (2012)
- Una famiglia quasi perfetta (Somos familia) – serial TV (2014)
- Intrecci del passato (Entrelazados) – serial TV (2021- in corso)
- Maradona: sogno benedetto (Maradona: sueño bendito) - serie TV, episodio 5 (2021)

## Doppiatrici italiane
Nelle versioni in italiano delle opere in cui ha recitato, Paula Morales è stata doppiata da:
- Roberta Greganti in Niní[11]
- Vanessa Giuliani in Una famiglia quasi perfetta[12]